# Юридичний факт
Юридичні факти (від лат. factum — зроблене, дія, подія, вчинок) — це фактичні обставини дійсності, з правовою моделлю яких пов'язано настання наслідку у вигляді виникнення, зміни або припинення суб'єктивних цивільних прав, юридичних обов'язків, а також цивільних правовідносин в цілому.
Юридичні факти як явище правової дійсності мають тривалу історію свого становлення і розвитку. За часів Римського права розрізняли декілька підстав виникнення правових відносин. Вже у Інституціях Гая і Юстиніана закріплювалися такі з них, як: контракт, делікт, квазіделікт, в деяких джерелах вказано ще й четверту підставу — квазіконтракт. Пізніше підставою правовідносин визнавали односторонню угоду, строки, підстави укладення і припинення шлюбу, переходу речей у спадок та інші юридичні факти. Безперечно, така велика кількість їх видів потребувала певної систематизації, але попри значущість юридичного факту в праві, його загального поняття Римськими юристами сформульовано не було. Для інституціональній системи Римського права традиційна демонстрація конкретності, зведення загальної проблеми до персоніфікованого казусу.
Дефініційного оформлення юридичні факти набувають лише у ХІХ ст. Поняття «юридичний факт» вперше ввів Фрідріх Карл фон Савіньї. У праці «Система сучасного римського права» (1840—1849) він писав: «Я називаю події, що викликають виникнення або завершення правовідносин, юридичними фактами». Започаткований ним теоретичний доробок продовжили Б. Віндшейд, Г. Дернбург та інші німецькі науковці.
Сьогодні, юридичні факти в цивільному праві України відіграють службову роль — вони наповнюють модель правової поведінки, реальним змістом, що призводить цивільні правовідносини до руху. Юридичні факти є тим правовим засобом, який опосередковує дію норм цивільного права. Правові норми не можуть реалізовуватися без юридичних фактів, а тому і правовідносини не можуть виникати чи припинятися без юридичних фактів. Без юридичних фактів не можливо розглядати й структуру механізму правового регулювання, адже останні виступають його елементом і відіграють вагому роль у його «роботі» в цілому.
Термін «Юридичний факт» поєднує в собі два нерозривно пов'язаних аспекти: фактичний і юридичний. За своїм змістом, юридичний факт це реальне життєве явище дійсності — подія або дія. З іншого боку, цей реальний факт, бувши передбаченим нормою права, породжує певні наслідки, відповідно виступає як факт юридичний. Саме тому, правова роль юридичних фактів істотно відрізняється від функціональної ролі «звичайних» фактів, оскільки юридичні факти є не тільки засобом, а й метою, кінцевим результатом правового регулювання.

## Загальна характеристика

### Ознаки юридичних фактів
Юридичним фактам присутні такі ознаки: конкретність (юридичні факти є об'єктивними обставинами дійсності. Не є такими думки, події внутрішнього, духовного життя), індивідуальність (вони проявляються в діях конкретних суб'єктів цивільних правовідносин), просторова і темпоральна визначеність (юридичні факти завжди існують в часі та просторі), нормативна формалізованість (юридичні факти прямо або опосередковано передбачені нормами права), інформативність (юридичні факти несуть в собі інформацію про стан суспільних відносин, які входять до предмета правового регулювання.), консеквентність (вони мають фактичні і юридичні наслідки свого настання), а також комбінованість юридичних наслідків (один і той самий юридичний факт може бути одночасно правостворюючим, правозмінюючим або правоприпиняючим для сторін правовідносин. Так, факт смерті фізичної особи припиняє сімейні правовідносини, в той же час є підставою виникнення спадкових правовідносин.
Для встановлення юридичного факту слід враховувати відповідний передбачений правом механізм його фіксації.
Функції юридичних фактів
- визначення динаміки правовідносин;
- функція залучення суб'єкта права до правовідносин;
- функція породження правосуб'єктності.

## Класифікація юридичних фактів
Акти цивільного законодавства України не містять будь-якої чіткої класифікації юридичних фактів за тими чи іншими ознаками. Не вказані в них і критерії для проведення такої класифікації. Натомість, частина друга статті 11 ЦК України встановлює приблизний перелік юридичних фактів. Подібний підхід був наведений свого часу в статті 4 ЦК УРСР 1963 р. і збережений сьогодні Так, підставами виникнення цивільних прав та обов'язків, передусім, є: 1) договори та інші правочини; 2) створення літературних, художніх творів, винаходів та інших результатів інтелектуальної, творчої діяльності; 3) заподіяння майнової (матеріальної) та моральної шкоди іншій особі; 4) інші юридичні факти.
В свою чергу, в теорії цивільного права України вчені проводять наступну класифікацію юридичних фактів: а) за юридичними наслідками (такі, що встановлюють право). З їх існуванням пов'язане виникнення правовідносин; такі, що змінюють право. Наявність цих фактів спричиняє зміну правовідносин, що вже існують; такі, що реалізують право. З їх існуванням пов'язано реалізація прав і обов'язків учасників цивільних правовідносин; такі, що припиняють право. Це такі обставини, наявність яких призводить до припинення правовідносин, що вже існують; такі, що перешкоджають виникненню або трансформації права. Це обставини, наявність яких зумовлює правову неможливість виникнення, зміни припинення тощо правовідносин; такі, що поновлюють право. До них належать обставини, наявність яких спричиняє поновлення прав, що існували раніше.
б) за волею суб'єкта юридичні факти поділяються
на події (юридично значимі факти (явища природи та інші обставини), виникнення і розвиток яких не залежить від волі суб'єктів права)
- відносні — викликані діяльністю людей. Наприклад, пожежа внаслідок підпалу;
- абсолютні — ті, які не пов'язані з діяльністю людей. Наприклад, падіння метеориту, пожежа внаслідок самозаймання.

та дії (життєві факти (вчинки особи, акти державних органів, інших суб'єктів), які є результатом волевиявлення свідомої діяльності або поведінки людей.)
- правомірні — такі дії, що відповідають приписам правових норм. Правомірні дії поділяються на

1. юридичні вчинки — породжують юридичні наслідки незалежно від спрямованості волі на їх настання (створення літературного твору, наукове відкриття та ін.)
2. юридичні акти — спрямовані на досягнення певного правового результату (вчинення правочину, видання наказу, подання позову та ін.).

- протиправні — суперечать правовим нормам, завдають шкоди інтересам особи, суспільства і держави.

Інколи вчені приділяють увагу юридичним станам як третій групі.
в) за формою прояву юридичні факти прийнято поділяти на: оформленні та неоформлені. Переважна більшість юридичних фактів існує в оформленому (зафіксованому) вигляді, проте можуть існувати й в неоформленому зафіксованому вигляді (усний правочин в цивільному праві). В теорії права вони ще називаються латентними або прихованими);
г) за завершеністю тих чи інших явищ юридичні факти поділяються на: одноактні (дискретні — купівля-продаж речі) і триваючі (перебування у шлюбі, трудових відносинах, на державній службі тощо).
Юридичними фактами є не лише одиничні обставини дійсності, але й складні, їх сукупності. Саме тому виділяють складні юридичні факти, що містять кілька юридично значущих складових (юридичних умов), наприклад, факт правопорушення як система елементів складу правопорушення. Окрім цього в доктрині виділяють поняття фактичного складу, яке слід відмежовувати від складних юридичних фактів. Фактичний склад містить в собі сукупність юридичних фактів, які в процесі накопичення призводять на настання передбачених наслідків.

###### Юридичні події— фактичні обставини дійсності, настання яких, а також їх подальше існування не зумовлено вольовою поведінкою людини і не координуються ними.
Свого часу О. С. Йоффе проводив розмежування між юридичними діями і юридичними подіями за характером процесу проти джерел їх виникнення. Юридична подія має не вольовий характер у своєму процесі незалежно від причин їх виникнення, тоді як дія є вольовим не тільки за своєю причиною, але й у своєму процесі.
В той же час, не слід недооцінювати роль людини в настанні юридичних подій. Виникнення і подальший розвиток подій може бути спровоковано активними діями людини. Так, факт народження дитини не можливо розглядати як таку подію, що не обумовлена вольовою діяльністю людини. З іншого боку, науково-технічний прогрес суттєво розширює  людські можливості щодо управління природними явищами. Сьогодні події виступають в якості керованих людиною процесів. Таким чином аксіоматично, що юридичні події можуть існувати також відносно волі і свідомості людини.  В зв'язку з цим юридичні події поділяють на абсолютні та відносні.
Абсолютні юридичні події — фактичні обставини дійсності, виникнення, подальший розвиток і можливе припинення яких не пов'язані з вольовою поведінкою людини. До них належать стихійні лиха, інші природні явища.
Відносні юридичні події — такі явища об'єктивної дійсності, які частково пов'язані з вольовою поведінкою людини. Так, виникаючи автономно або по волі людини, останні отримують подальший розвиток, а також припинення залежно від неї чи навпаки. Можна навести приклад надзвичайної ситуації техногенного характеру. Її виникнення зумовлено діями певних осіб, але може привести до наслідків, які вже не залежать від їх волевиявлення. Так само, надзвичайна ситуація природного характеру може виникнути об'єктивно самостійно, але наслідки, до який вона може призвести, їх характер залежить від вольової поведінки людини (пожежа, епізоотія, епіфітотія тощо).
Необхідно зазначити, що в багатьох випадках настання юридичної події прямо не обумовлює спричинення юридичних наслідків. Опосередкований характер події є підставою для вчинення відповідних дій суб'єктом цивільних правовідносин.
Так, суб'єктивні цивільні права, юридичні обов'язки або цивільні правовідносини в цілому, які виникли внаслідок настання юридичних подій, забезпечують ні тільки наступні події, а також майбутню або теперішню поведінку відповідних осіб. Таким чином, юридичні події мають правове значення не самі по собі, а внаслідок того, що вони обумовлюють необхідність забезпечення поведінки суб'єктів цивільних правовідносин. Юридична подія є умовою правовстановлення, але його результатом завжди є не події а юридичні дії.
Юридична подія не може мати будь-якого правового значення, якщо вона не пов'язана з поведінкою суб'єктів цивільних правовідносин. Подія визнається юридичним фактом тільки в той мірі, в якій вона породжує необхідність в правовому регулюванні цивільних правовідносин, які можуть або упередити настання юридичних подій, або повинні прийняти на себе наслідки, які вони (події) породжують.
Так, настанням строку погашається можливість реалізації суб'єктивних цивільних прав, юридичних обов'язків або цивільних правовідносин в цілому.  Але ця подія набуває юридичне значення остільки, оскільки уповноважена особа може здійснити своє право до закінчення встановленого в законі строку, перервати перебіг давності пред'явленням позову, або, якщо він не скористається наданими йому можливостями, прийняти на себе наслідки, які настали в силу спливу строку тощо.
Казус також належить до невідворотних обставин дійсності. Потому той, хто знаходиться під впливом випадку повинен прийняти на себе наслідки, які він має, якщо інші особи не прийняли його на себе за цивільно-правовим договором (страховий випадок тощо).
Деякі події мають юридичне значення тому, що вони складають необхідну передумову для подальшої реалізації вимог суб'єктів правовідносин. Так, досягнення повноліття тягне за собою виникнення цивільної дієздатності. Визнання юридичного значення за такими подіями як народження дитини або смерть слід пояснити тим, що право не може реагувати на зміну правового положення суб'єкта цивільних правовідносин, правова поведінка якого складає предмет його правового регулювання, правові інтереси якого підлягають свого захисту.
Слід зазначити, що юридичні події можна класифікувати на унікальні (град виверження вулкану тощо) і періодичні (сходження лавини, зливи, землетрус інші). В залежності від тривалості юридичні події поділяються на моментальні і строкові. В залежності від кількості учасників — на персональні і колективні. По характеру діяльності уповноважених органів при настанні юридичних подій, останні мають ординарний і надзвичайний характер. Перши потребують тільки юридичної формалізації факту свого настання, інші вимагають втручання органів державної влади і місцевого самоврядування з метою нівелювання наслідків їх настання.

#### Юридичні дії— фактичні обставини дійсності, настання яких зумовлено вольовою поведінкою суб'єкта правових відносин.
Загальним для юридичних дій є воля особи як активізуючий момент встановлення певних правових явищ. Від свідомості і волі суб'єкта правовідносин залежить здійснення того чи іншого діяння, в разі реалізації якого, ми маємо можливість дати поведінці особи відповідну юридичну оцінку. Воля особи закріплюється як в активній поведінки суб'єкта правовідносин, так і в стриманні небажаних проявів активності. Інакше кажучи вольова поведінка суб'єкта правових відносин проявляється в юридично значущих діях або бездіяльності особи.
В залежності від форми прояву, юридичні дії поділяються на правомірні і неправомірні. Правомірні юридичні дії відповідають диспозиції правової норми, або встановленому сторонами правовому регулятору правовідносин (цивільно-правовий договір). Вони є підставою виникнення, зміни або припинення регулятивних цивільних правовідносин.
Неправомірні юридичні дії є формою поведінки особи, яка суперечить правовим приписам, завдає шкоди інтересам суспільства і держави. Типовими для цивільного права України є таки види неправомірних дій, до яких належать правопорушення і делікти. Неправомірні юридичні дії є передумовою виникнення, зміни або припинення охоронних цивільних правовідносин.
В теорія цивільного права України правомірні юридичні дії поділяються на юридичні акти і юридичні вчинки.
Юридичними актами є дії, спрямовані на досягнення бажаного правового результату. На думку О. О. Красавчикова, юридичні акти належать до тих дій, в яких особа керується заздалегідь поставленою ціллю. Постановка цілі потребує наявності певних передумов психологічного порядку — стремлінь, бажань. Вибір основного і головного з численних бажань і спонукань здійснюється за посередництвом вольового акту. Останній опосередковується свідомістю. Виходить що воля, перед тим як їй бути виявленою, має як передумову свідоме рішення, в якому полягає вибір бажаного і можливого.
Перед тим як діяти, особа уявляє собі результат своєї дії і обирає модель поведінки, яка складається з конкретних дій. Так, бувши свідомим вольовим проявом юридичний акт в виді належного виконання цивільно-правового зобов'язання є дією, спрямованою на розірвання договору, тобто є юридичним фактом, яким припиняються цивільні правовідносини. У такому разі основна властивість юридичного акту визначається волею особи, яка уявляє результат у вигляді виникнення, зміни чи припинення суб'єктивних цивільних прав, юридичних обов'язків або цивільних правовідносин в цілому, обирає засоби досягнення цілі і діє для її реалізації. Етапами такого вольового акту є: 1) спонукання до здійснення вольового акту; 2) уявлення мети дії; 3) уявлення засобів, необхідних для досягнення наміченої мети; 4) намір здійснити певну дію; 5) рішення виконати дію; 6) вольове зусилля, пов'язане з «боротьбою» мотивів, тобто протиборством особистих позицій людини; 7) прийняття рішення — визначення лінії поведінки в ситуації невизначеності дій, які за певних умов можуть призвести до бажаного результату; 8) виконання дії і його поточне коректування.
В свою чергу, юридичний вчинок викликає певні наслідки, незалежно від того, чи була така юридична дія спрямовані на їх досягнення чи ні, усвідомлював чи не усвідомлював суб'єкт цивільних правовідносин їхнє правове значення, бажав чи не бажав їх настання.
Значна частина правомірних вчинків породжується матеріально-предметною діяльністю людей (виробництвом, споживанням матеріальних благ, створенням творів літератури і мистецтва, відкриттів і винаходів тощо). Ще М. М. Агарков у своїй праці «Понятие сделки по советскому гражданскому праву», проводячи розмежування між правочином і юридичним вчинком, дійшов висновку про наявність певного виду дій, для яких притаманна така ознака. «Ці дії призводять до юридичних наслідків, якщо вони створюють певний, визначений в законі об'єктивований результат. До числа таких належать створення літературного, художнього, музичного чи наукового твору, винахід, технічне вдосконалення і т. д. До числа цих дій належить також добровільна діяльність в чужому інтересі (negotiorum gestio). Оскільки закон пов'язує в цьому випадку настання юридичного ефекту з досягненням певного об'єктивованого результату. Вигадування віршу створює авторське право незалежно від того, чи усвідомлював автор значення своїх дій. Винахід створює для винахідника відповідні права, навіть якщо він не досяг цивільного повноліття».
В свою чергу, в залежності від статусу суб'єктів правовідносин, що вчиняють дії, юридичні акти поділяються на акти суб'єктів приватного права, до яких належать правочини. і акти суб'єктів публічного права (індивідуально-правові акти, адміністративні акти, судові рішення).
Юридична наука також розглядає юридичні акти, поділяючи їх на акти юридичної спрямованості — індивідуальні адміністративні акти та дії посадових осіб, органів, організацій, спрямовані на досягнення певного юридичного результату, і акти неюридичної спрямованості, — які викликають правові наслідки незалежно від того, були вони спрямовані на досягнення цих наслідків чи ні.

### Правоприпиняючі юридичні факти
Розвитку теорії правоприпиняючих юридичних фактів присвячені численні дослідження Коструба А. В. Вченим визначено поняття правоприпиняючих юридичних фактів як результату конкретних обставин дійсності (фактичного і юридичного), з правовою моделлю яких пов'язане настання наслідків у вигляді припинення суб'єктивних цивільних прав, юридичних обов'язків, а також цивільних правовідносин в цілому.
Розмежування юридичної і фактичної сторони юридичного факту, а також його наслідків в механізмі правоприпинення цивільних майнових відносин демонструє вплив права на суспільні відносини і визначає взаємодію правової (ідеальною) і фактичної (матеріальної) складових у правовому регулюванні суспільних відносин.
Кострубою А. В. вперше сформульовані загальні і спеціальні ознаки правоприпиняючих юридичних фактів.
Загальними ознаками правоприпиняючих юридичних фактів є конкретність, об'єктивованість, індивідуальність, просторова і темпоральна визначеність, нормативна формалізованість, інформативність і консеквентність.
До спеціальних належать: припиняючий характер, регресивність інформації, комбінованість юридичних наслідків.
Обґрунтовано, що правоприпиняючі юридичні факти можуть розглядатися як відносні, залежно від явищ, які вони припиняють. Як правило, юридичні факти розглядаються в аспекті припинення прав і правовідносин, але вони також можуть припиняти і юридичні обов'язки. У випадках, коли юридичні факти припиняють окремі правомочності суб'єктивних цивільних прав учасників правовідносин, щодо зазначених правомочностей вони виступають як правоприпиняючі, але, в залежності від правових наслідків, до яких вони призводять, по відношенню до інших правомочностей в складі суб'єктивних цивільних прав, суб'єктивних цивільних прав в цілому, юридичних обов'язків або правовідносин, вони можуть бути як правозмінні, так і правовстановлюючі.
Дослідження вченого в цій галузі є розвитком теорії юридичних фактів Красавчікова О. А. (1958), специфікуючи роль і значення окремих видів юридичних фактів в механізмі правового регулювання цивільних майнових відносин.

### Інші поділи юридичних фактів
З огляду на зв'язок з відповідними правовими нормами та відносинами, юридичні факти поділяються на:
- Матеріальні факти — фактичні обставини, що є підставами настання матеріальних правовідносин.
- Процесуальні факти — фактичні обставини, що є підставами настання процесуальних правовідносин.

За ознакою документальної фіксації юридичні факти поділяються на
- оформлені
- неоформлені.

Більшість юридичних фактів існує в оформленому, зафіксованому вигляді, проте деякі юридичні факти можуть існувати в неоформленому вигляді, наприклад, усний правочин в цивільному праві. Такі юридичні факти ще називають латентними або прихованими.
Конкретна життєва обставина є накопиченням елементів різного характеру. Тому юридичними фактами є не лише одиничні прості обставини дійсності, але й складні, а також їх сукупності. У зв'язку з цим виділяють складні юридичні факти, що містять кілька юридично значущих складових чи ознак (напр., факт правопорушення як система елементів складу правопорушення).
Окрім того виділяють поняття фактичного складу, яке слід відмежовувати від складних юридичних фактів.
Залежно від наявності або відсутності життєвих обставин виокремлюють позитивні і негативні юридичні факти. Наприклад, наявність громадянства буде позитивним юридичним фактом для військової служби, а відсутність захворювання, що перешкоджає проходженню військової служби, — негативним.

## Юридичний склад
Виникнення, реалізація і припинення суб'єктивних цивільних прав, юридичних обов'язків, цивільних правовідносин пов'язано із юридичними фактами. В багатьох випадках, для настання означеного наявність одного юридичного факту недостатньо. Для досягнення наслідків, встановлених правовою моделлю поведінки учасників цивільних правовідносин виникає необхідність в системному поєднанні декількох самостійних фактів, які мають юридичне значення. Така сукупність юридичних фактів в теорії цивільного права України отримала назву юридичний склад.
Юридичний склад — сукупність юридичних фактів, які в структурної єдності спричиняють настання наслідку в формі встановлення, реалізації і припинення суб'єктивних цивільних прав, юридичних обов'язків, цивільних правовідносин в цілому. Юридичні факти входять до юридичного складу в якості його елементів.
Вказані елементи юридичного складу є відносно самостійними, оскільки несуть в собі автономні наслідки, встановлені правовою моделлю визначеною сторонами правовідносин. В той же час, такі юридичні факти в своєї сукупності формують цілісну систему, елементи якої знаходяться во взаємозв'язку і взаємозалежності. При цьому настання наслідку юридичного складу є результатом комбінованої дії всієї сукупності елементів, які входять до нього.
Вперше термін «юридичний склад» був введений в правову науку О. О. Красавчиковим. Поряд з терміном «юридичний склад» в теорії також використовується термін «фактичний склад». Попри варіативність  поглядів вчених щодо наукової коректності того чи іншого терміну ґрунтовно, що термін «фактичний склад» некоректно відображає його юридичний зміст. Поняття «фактичного» і «юридичного» зазвичай протиставитися один одному. Під «фактичним» зрозуміло те, що не має значення для права, але суттєво для об'єктивної дійсності. Під «юридичним» розуміється сама сутність, виходячи з якої на основі правової моделі поведінки має бути вирішено спір про право. Сукупність юридичних фактів не має суто фактичний характер. Кожний факт знаходить свою юридичну оцінку перебуваючи в певному складі в якості одного із його елементів, який і породжує наслідки, які мають юридичне значення тобто в юридичному складі.
Можливість руху суб'єктивних цивільних прав, юридичних обов'язків, цивільних правовідносин в цілому, яка забезпечується окремими елементами юридичного складу щодо його кінцевої мети самостійного юридичного значення не має. Останній момент накопичення елементів юридичного складу трансформує його стан із фактичного до юридичного. Кількість елементів юридичного складу переходить в якість — він створює можливість настання наслідків, які передбачені сторонами в правовій моделі їх поведінки.
Іншими словами до завершення формування юридичного складу, його елементи мають фактичний характер. Юридичного значення вони отримують в результаті закінчення їх накопичення. До цього моменту будь яких юридичних наслідків в забезпеченні руху суб'єктивного цивільного права, юридичного обов'язку або цивільних правовідносин в цілому не виникає. Для їх настання необхідним є не тільки певний порядок, а й послідовність накопичення юридичного складу.
В зв'язку із зазначеним проводиться наступна класифікація юридичних складів в теорії цивільного права України: за критерієм складності структури: юридичний склад із незалежним формуванням його елементів, юридичний склад із послідовним накопиченням елементів і юридичний склад із диференційованим структурним принципом його побудови.
Для першого характерно вільне накопичення елементів юридичного складу. Для другого типу юридичного складу накопичення його елементів відбувається в нормативно встановленій послідовності. При цьому кожен елемент юридичного складу є умовою встановлення наступного. Юридичному складу із диференційованим структурним принципом побудови присутня варіативність накопичення юридичних фактів як у вільному порядку, одночасно із наявністю умов для послідовного формування елементів складу.
По способу фіксації юридичних фактів в правовій моделі юридичного складу  останні поділяються на імперативні (обов'язкова наявність яких встановлена нормативним приписом), диспозитивні (такі, що встановлені за домовленістю сторін) або альтернативні (такі, що комбінують в собі два з вищеозначених). За галузевим принципом побудови елементів юридичних складів: однорідні (такі, що містять в собі юридичні факти однієї галузі права) і комплексні (включають до юридичного складу різногалузеві юридичні факти). По критерію завершеності: завершені (такий юридичний склад, в якому закінчено накопичення його елементів відповідно до встановленої правової моделі) і незавершені (юридичний склад, в якому не сформовані один або декілька його елементів, внаслідок чого настання очікуваного наслідку неможливо). В залежності від структури елементів юридичного складу: прості і складні (обтяжені таким елементом як правовідносини).
В Цивільному праві України непоодинокі випадки настання одного й того ж юридичного наслідку в процесі функціонування диференційованих юридичних складів. Такі юридичні склади мають назву альтернативних. Характерним для них є можливість спричинення незалежно один від одного тотожнього наслідку.
Поряд з альтернативним юридичним складом також існує бланкетний. Під ним слід розуміти юридичний склад, зміст елементів якого безпосередньо в правовій нормі не, але наводяться юридичні ознаки, з встановленням яких виникають відповідні наслідки.
Юридичний склад — сукупність юридичних фактів, які відповідно до законодавства необхідні для виникнення, зміни або припинення правовідношення. На відміну від складного юридичного факту, фактичний склад складається з окремих явищ-юридичних фактів, тоді як складний юридичний факт — це багатоаспектне одне цілісне явище.
Юридичний склад
- складається з елементів, передбачених певною нормою права — юридичних фактів (або також «умов»);
- між елементами існує системний зв'язок;
- лише за наявності усіх елементів настають правові наслідки;
- сам по собі може бути елементом іншого фактичного складу.

### Класифікація юридичного складу

#### за змістом
- однорідний — об'єднує факти, які належать до тієї ж галузі права;
- комплексний — включає факти, належні до різних галузей права.

#### за ступенем визначеності
- абсолютно визначені — всі елементи повністю передбачені в правових нормах
- відносно визначені (напр., бланкетні) — елементи, не повністю передбачені в правових нормах, відповідні суб'єкти мають певну свободу розсуду для вирішення питання у порядку індивідуального регулювання з урахуванням конкретних обставин справи.

#### за структурною складністю
- прості — накопичення фактів є вільним, враховується у будь-якому порядку;
- складні — накопичення фактів є послідовним, у суворо визначеному порядку і твердій залежності.

#### за ступенем завершеності нагромадження фактів
- завершені — процес накопичення юридичних фактів закінчений, відповідні правові наслідки настануть або можуть настати;
- незавершені — процес накопичення юридичних фактів, необхідних для настання юридичних наслідків, не завершено.